# Niklas Stark
Niklas Stark (Neustadt an der Aisch, 14 de abril de 1995) é um futebolista profissional alemão que atua como zagueiro.

## Carreira
Niklas Stark começou a carreira no 1. FC Nürnberg.

## Títulos
Alemanha
- Campeonato Europeu Sub-21: 2017

### Prêmios individuais
- Equipe do torneio do Campeonato Europeu Sub-21 de 2017[2]